# مدار بسته (فیلم ۲۰۱۳)
مدار بسته (انگلیسی: Closed Circuit) فیلمی جنایی به کارگردانی جان کرولی است که در سال ۲۰۱۳ منتشر شد.

## بازیگران
- اریک بانا
- ربکا هال
- کیران هایندز
- جیم برودبنت
- ریز احمد
- جولیا استایلز
- اندرو هاویل